# Parkstadion Baunatal
Das Parkstadion Baunatal ist ein Fußballstadion mit Leichtathletikanlage im Stadtteil Altenbauna der nordhessischen Stadt Baunatal. Die Anlage wurde 1979 eingeweiht. Von 2007 bis 2008 wurde die Haupttribüne, die Kunststoffbahn und das Flutlicht renoviert. Der Fußballverein KSV Baunatal trägt hier seine Spiele aus.

## Das Stadion
Das Stadion bietet Platz für 7.578 Zuschauer (2.578 überdachte Sitzplätze und 5.000 Stehplätze). Das 2015 sanierte Naturrasenspielfeld ist 105 × 67 Meter groß und verfügt über eine länderspielgeeignete Flutlichtanlage mit einer Beleuchtungsstärke von 700 Lux, vorhanden sind auch zwölf Umkleidekabinen, 2009 modernisiert, und ein Presseraum für 60 Personen. Die Leichtathletikanlage verfügt über sechs Spuren für die komplette 400-Meter-Bahn und acht Spuren vor der Haupttribüne für den 100-Meter-Lauf sowie 110-Meter-Hürdenlauf. Des Weiteren stehen wettkampftaugliche Anlagen für Stabhochsprung, Hochsprung und Weitsprung zur Verfügung. Hinzu kommen eine Beregnungsanlage, eine elektronische Zeitmessung sowie eine Beschallungsanlage. 
Zum Stadionkomplex gehören zusätzlich zwei weitere Rasenplätze, fünf Kleinspielfelder und seit September 2005 ein Kunstrasenplatz. Zahlreiche Junioren-Fußball-Länderspiele und Freundschaftsspiele sowie Trainingsaufenthalte von internationalen Teams fanden hier bereits statt.
2010 wurde das Stadion für seine Ausstattung vom hessischen Leichtathletik-Verband mit dem Prädikat AUSGEZEICHNET versehen.

## Fußball im Parkstadion
Im Parkstadion Baunatal fand am 17. Oktober 2010 das Heimspiel der deutschen U16-Juniorennationalmannschaft gegen Nordirland statt, dass Deutschland mit 4:1 für sich entscheiden konnte. Der KSV Baunatal trug von der Saison 2013/14 bis zur Saison 2014/15 im Parkstadion seine Heimspiele in der Fußball-Regionalliga Südwest aus, stieg allerdings nach der Saison ab. Seit der Saison 2015/16 finden dort die Heimspiele des Vereins in der Hessenliga statt, wie dies schon in der Zeit von 1999 bis 2013 der Fall war.

## Leichtathletik
2009 und 2010 fand hier zweimal das ansonsten im Kasseler Auestadion beheimatete Internationale Leichtathletik-Sportfest Askina statt. 2018 trugen die Leichtathletiksenioren die 46. Deutsche Teammeisterschaft (DAMM) aus.

## Verkehrsanbindung
Das Stadion lässt sich über die Autobahnen A44, A7 und A49 sowie mit der Straßenbahn aus Kassel sehr gut erreichen. Das Stadion ist von einem in der Nähe gelegenen Hotel aus in 5 Minuten zu Fuß zu erreichen. Bus 54, 61 und 159 Haltestelle Parkstadion oder Straßenbahn 2 und 5 Haltestelle Albert Einstein Straße.